# Bristol Beaufighter
Бристоль «Бофайтер» (англ. Bristol Beaufighter) — двухместный тяжёлый истребитель, ночной истребитель, также используемый как лёгкий бомбардировщик, торпедоносец.

## Общие сведения
Бристоль Бофайтер не был разработан по конкретному заданию, это было в какой-то мере авантюрное предприятие фирмы Бристоль, которая на свой страх и риск разработала многофункциональный, хорошо вооружённый самолёт, который, по её мнению, был нужен Британским ВВС. К счастью, он произвёл должное впечатление на руководство Британского Военно-воздушного ведомства, особенно понравилась именно его огневая мощь. Стало понятно, что этот самолёт способен занять пустующую на тот момент нишу тяжёлого истребителя дальнего радиуса действия. В конструкции этой машины широко применялись части уже выпускавшегося на тот момент бомбардировщика-торпедоносца Бофорт. 
Главный конструктор фирмы Лесли Фраз и его коллега Рой Фэддон выдвинули идею превращения бомбардировщика-торпедоносца в истребитель.  Идея быстро и недорого получить новый истребитель, не разрабатывая его с нуля, нашла горячую поддержку в Министерстве авиации Великобритании. Эскизный проект "Бофорта-истребителя" был представлен специалистам министерства в конце октября 1938 года. Проект получил поддержку и фирме Бристоль было заказано 4 опытных прототипа. 
К лету 1940 года все четыре заказанных прототипа были переданы на испытания. Испытания показали, что из-за проблем с двигателями у самолета снижались скоростные качества. Фирма "Бристоль" провела ряд доработок с целью улучшить летные характеристики самолета, но большой взлетный вес не позволял довести технические характеристики самолета до расчетных. 
К концу 1940 года немецкая авиация стала проводить бомбардировку территории Великобритании в основном в ночное время. Королевским ВВС необходим был ночной истребитель способный противостоять налетам бомбардировщиков Люфтваффе. На момент начала Второй Мировой войны Великобритания была одним из лидеров в области радиолокации. Вооруженные силы имели возможность использовать сеть РЛС в авиации и ПВО для предупреждения о воздушном нападении. 
Перед командованием Королевских ВВС (RAF) приоритетной задачей была отработка новых бортовых радаров на истребителях. Новый истребитель фирмы Бристоль оказался идеальным вариантом для RAF. Истребитель получил название  "Beaufighter". На этом тяжелом истребителе проводились испытания новой системы РЛС, что значительно ускорило появление Бофайтера в войсках. Самолёт вступил в бой в самый разгар Битвы за Британию, а именно в 1940 году, спустя лишь 13 месяцев с момента полёта первого прототипа. 

## Конструкция
"Bristol Beaufighter" - тяжелый двухмоторный двухместный истребитель, цельнометаллический моноплан со среднерасположенным крылом и убирающимся шасси.
- Фюзеляж - цельнометаллический полумонокок. Технологически фюзеляж состоял из двух секций: передней и хвостовой. Секции соединялись между собой болтами через усиленные рамы. Каркас фюзеляжа состоял из поперечных шпангоутов замкнутого сечения и продольных стрингеров. Работающая обшивка соединялась с каркасом фюзеляжа при помощи потайной клепки. Вдоль днища фюзеляжа были установлены силовые элементы, к которым крепились пушки[3].

Экипаж располагался в двух кабинах передней и задней, в передней кабине располагался пилот, а в задней штурман радар-оператор. Доступ в кабины обеспечивался через люки в полу. В незаблокированном положении люки, подвешенные на шарнирах, фиксировались и использовались при аварийном покидании самолета.
- Крыло - свободнонесущее, двухлонжеронное с гладкой работающей обшивкой состоит из центроплана и двух отъёмных консолей. Центроплан был основой всей силовой конструкции самолета, к нему присоединялись консоли крыла, мотогондолы, передняя и хвостовая секции фюзеляжа и основные стойки шасси. Центроплан имел в плане прямоугольную форму. Консоли крыла в плане имели трапециевидную форму и поперечное V 6 градусов[3].

Механизация крыла - на консолях крыла крепились элероны. Элероны были снабжены триммерами: левый регулируемый на земле, а на правом управляемый. На центроплане между элеронами и фюзеляжем располагались цельнометаллические разрезные посадочные щитки.
- Хвостовое оперение - однокилевое классической схемы. Горизонтальное оперение - стабилизатор двухлонжеронный, свободнонесущий крепился к силовому шпангоуту хвостовой секции фюзеляжа. Руль высоты имел металлический каркас и полотняную обшивку. Вертикальное оперение имело аналогичную конструкцию. На рулях направления и высоты устанавливались управляемые в полете триммеры[3].
- Шасси -  убирающееся трехопорное с хвостовым колесом. Основные стойки шасси имели воздушно-масляную амортизацию и складывались назад по полету в мотогондолы. Створки шасси полностью скрывали колеса в убранном положении. Хвостовое колесо убиралось в нишу расположенную в хвостовой части фюзеляжа. Колеса шасси были снабжены пневматическими тормозами[2].
- Силовая установка -  два 14-ти цилиндровых двухрядных радиальных поршневых двигателя воздушного охлаждения Bristol Hercules VI, мощностью 1600 л.с. каждый. Двигатель был установлен на мотораму, изготовленной из сварных стальных труб. Моторама крепилась к центроплану крыла. Сами двигатели закрывались удлиненными капотами с управляемыми жалюзи[2].

Маслорадиатор располагался на передней кромке крыла с внешней стороны от двигателя. Топливо находилось в четырех сварных алюминиевых баках с самозатягивающимся покрытием.  Два бака, емкостью по 885 л каждый, в центроплане и по одному в каждой консоли крыла, емкостью по 395 л каждый. Аварийный сброс топлива производился через патрубки в хвостовой части мотогондол.
- Вооружение (Beaufighter Mk.IF) - четыре пушки калибра 20 мм, стреляющие вперед, были установлены в нижней части фюзеляжа, боезапас по 60 снарядов на каждый ствол; шесть пулеметов Браунинг калибра 7,7 мм переднего огня располагались в крыльях (четыре на правой консоли и два на левой); на верхней части фюзеляжа был установлен поворотный пулемет калибра 7,7 мм[2].

## Производство
Еще за две недели до полета первого прототипа фирма "Бристоль" получила от Министерства авиации Великобритании уведомление о заказе 300 истребителей "Beaufighter" . Это дало возможность провести подготовку серийного производства параллельно с испытаниями. Крупные заказы на самолет были размещены в период начала Второй Мировой войны. Это потребовало развернуть сразу три сборочные линии: на заводе компании "Bristol" в Филтоне и в Вестен-супер-Маре (Сомерсет), а также на заводе компании "Fairey" в Стопоре (Ланкашир).
Темпы производства  Beaufighter неуклонно росли с началом производства. Чтобы добиться максимальной производительности широко использовались субподрядчики. Поставки серийных самолетов начались в 1940-м году. В ходе войны было реализовано множество модификаций самолета Beaufighter, которые предполагали различные варианты боевого применения. К середине 1941 года, кроме использования самолета в качестве ночного истребителя, возникла острая потребность в дневном дальнем ударном истребителе для Истребительного и Прибрежного командования Королевских ВВС.
В январе 1943 года австралийское правительство приняло решение об организации серийного производства самолетов Beaufighter на заводе департамента авиастроения в Фишерманс-Бенд в Мельбурне. В Австралии Beaufighter выпускался как штурмовик и бомбардировщик-торпедоносец.
Всего с мая 1940 по 1946 год было выпущено 5928 самолетов Beaufighter  различных модификаций. Общий объем выпуска в Великобритании составил 5564 самолетов, 364  самолета было построено в Австралии.

## Боевое применение и послевоенная эксплуатация
Бофайтер был очень продвинутым для своего времени самолётом, один из его вариантов стал первым в мире ночным истребителем, специально разработанным для этой роли. На момент своего боевого крещения, Бофайтер был вооружён четырьмя 20-миллиметровыми пушками и шестью 7,7-миллиметровыми пулемётами, что на тот момент было самым мощным вооружением в мире. Однако с сентября 1940 года, большинство Бофайтеров, поступавших в Британские ВВС, были вооружены только пушками, потому что пулемёты шли, в основном, на вооружение Спитфайеров и Харрикейнов, в которых ВВС остро нуждались. Однако уже к концу года всё встало на свои места, кроме того, на Бофайтер установили радар, что позволило резко повысить эффективность этого самолёта в ночных боях.
Основной задачей истребителей Beaufighter был перехват небольших групп и одиночных немецких самолетов, появлявшихся над Британией. Позже вплоть до конца 1944 года эти истребители привлекались для ударов по базам немецких ночных истребителей. В общей сложности в составе Истребительного командования на самолетах Beaufighter летало 20 эскадрилий.
В первые месяцы боевого применения радары, установленные на истребителях, были малоэффективны, так как в полном объеме в Англии не была развернута служба управления перехватом. С января 1941 года посты наземного контроля начали выводить ночные истребители в зону обнаружения самолетов противника, это позволило истребителям Beaufighter раскрыть весь свой боевой потенциал. Во время налета на Лондон с 19 на 20 мая 1940 года было сбито 26 самолетов Люфтваффе, 24 из которых были сбиты британскими ночными истребителями и два силами наземной ПВО.
С 1943 года Средиземное море стало театром военных действий для истребителей Beaufighter, здесь они применялись в качестве дальних истребителей сопровождения и как ударные, прикрывая соединения Королевского флота. Также задачей истребителей стал перехват вражеских транспортных самолетов, летающих на трассе между Сицилией и Тунисом. 
Весной 1943 года восемь эскадрилий были развернуты в Шотландии. Здесь Бофайтеры действовали над Северным морем, уничтожая суда доставляющие из Норвегии в Германию шведскую железную руду. В 1944 году самолеты были передислоцированы из Шотландии в Восточную Англию. В ходе подготовки к высадки союзников в Нормандии они патрулировали Ла-Манш и охотились за немецкими торпедными катерами. 
Летом 1943 года 100 истребителей Beaufighter, оснащенные радарами последней разработки, были переданы ВВС США. Американцы вооружили этими истребителями четыре авиационные эскадрильи 12-й Воздушной армии США, которые действовали в Средиземноморье. Персонал всех четырех эскадрилий ВВС США сначала базировался в Алжире. Подразделения постоянно меняли дислокацию, войну они закончили в Италии.  
На Тихоокеанском театре военных действий эти истребители применялись в качестве ударных самолетов. Несколько истребителей воевало в Бирме. Австралия получила от Великобритании 218 самолетов Beaufighter, различных модификаций, и применяла их  для ударов по кораблям японских ВМФ в районе Новой Гвинеи. 
.Этот самолёт принял участие в боях в Африке, на Новой Гвинее и на Мальте. Командование Береговой Охраны также очень эффективно использовало Бофайтеры, находящиеся у него на вооружении, особенно в районе Бискайского залива против немецких Юнкерсов Ju 88. В дальнейшем были разработаны варианты лёгкого бомбардировщика и торпедоносца.
Хотя послевоенное время большое количество Бофайтеров попали в части второго эшелона, боевая карьера этого самолета продолжалась. Они осуществляли воздушное прикрытие наземным британским войскам, принимавшим участие в подавлении восстаний в многочисленных колониях Британии.
После войны некоторые государства приобретали выведенные из вооружения боевые самолеты, что позволяло им с малыми затратами обновить свои ВВС. Великобритания продала порядка 56 истребителей "Beaufighter". В 1948 году десять Бофайтеров были проданы ВВС Доминиканской Республики, которые находились на службе до 1954 года.
В июле 1948 года четыре самолета Beaufighter пополнили разномастный парк боевых самолетов использовавшихся Израилем в боях с Сирией и Египтом в ранний период борьбы за независимость. После заключения перемирия все израильские Бофайтеры были списаны.
В 1945-1946 гг. пятнадцать Бофайтеров были приобретены Португалией для своей авиации ВМС. Все эти самолеты были взяты из хранилищ ВВС и базировались на одном из лиссабонских аэродромов.Один из португальских Бофайтеров в 1965 году вернулся в Англию и в настоящее время является экспонатом музея Королевских военно-воздушных сил.
Самым крупным зарубежным покупателем Бофайтеров стала Турция. В 1944 году ей были переданы 9 самолетов, а в 1946 году она приобрела 23 самолета.
Бофайтер находился в строю на Дальнем Востоке вплоть до 1950 года, а в качестве буксировщика мишеней он прослужил до 1960.
Истребитель Bristol Beaufighter был первым британским самолетом специально спроектированным под установку РЛС. Но для ночного истребителя ему не хватало скорости, высотности и маневренности и в этом качестве он использовался недолго. Гораздо успешнее Бофайтер применялся как морской ударный самолет.

## Модификации
Beaufighter Mk I

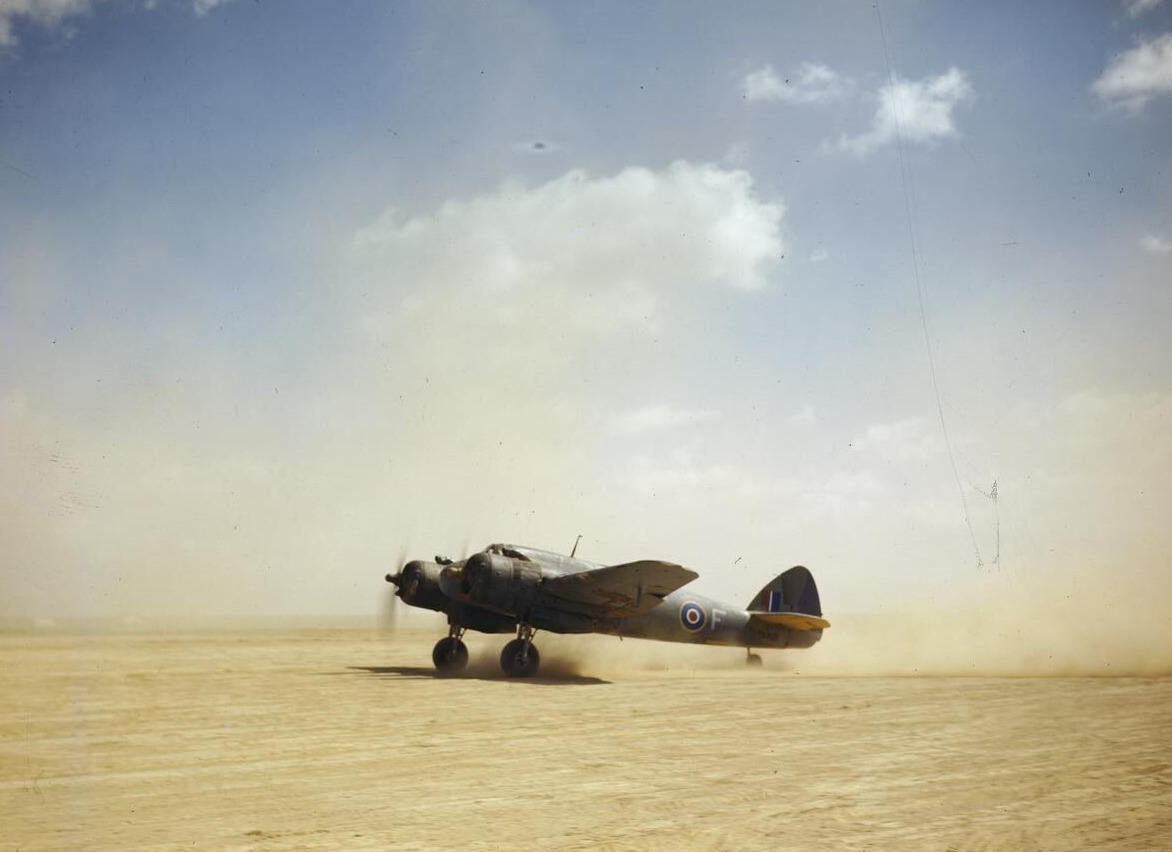
Бристоль Бофайтер Mk 1 из No. 252, Северная Африка

Первые серийные истребители, включая прототипы. Комплектовали двигателями Hercules II (первые 180 самолетов) и Hercules VI.
Мк I состояли на вооружении двадцати восьми эскадрилий Королевских ВВС на различных участках боевых действий Второй Мировой войны. Всего было построено 954 самолета этой модификации.
Beaufighter Mk IFДвухместный ночной истребитель. В носовой части фюзеляжа размещался поисково-прицельный радар AI (Airborne Intercept) Mk IV  радиолокационной системы. На самолете, в носовой части, была установлена основная антенна, а на обеих законцовках крыла  штырьевые антенны приемника. Индикатор радара находился в кабине оператора, который при наведение давал команду пилоту задавая ему направление, дальность и курс цели.
Beaufighter Mk ICЛитера «С» обозначала самолёты разработанные для Берегового командования. Бомбардировочная версия. Использовался как дальний истребитель для нанесения ударов по вражеским базам и кораблям от берегов Англии до Норвегии. Для обеспечения большей продолжительности полета в крыле, вместо пулеметов, разместили дополнительные топливные баки. Для облегчения навигации, при продолжительных полетах над морем, в задней кабине был установлен штурманский столик, а вместо кинофотопулемета разместили антенну радиокомпаса.
Beaufighter Mk IIСамолёт с двигателями Rolls-Royce Merlin XX, так как двигатели Hercules использовались для бомбардировщика Short Stirling, программа производства которого имела более высокий приоритет. Модификация рассматривалась как резервная ( на случай перебоев с поставками двигателей Hercules). Производство этой модификации завершилось в июле 1942 года. Было изготовлено 450 экземпляров в варианте ночного истребителя.
Beaufighter Mk IIFНочной истребитель.
Beaufighter Mk III/IVСамолёты с удлинённым фюзеляжем, вооружение 6 пушек и 6 пулемётов. Проект не нашел воплощения в металле.
Beaufighter Mk VИстребитель был оснащён четырёхствольной пулемётной башней произведённой фирмой Boulton Paul, так же вооружение включало пару пушек и крыльевые пулемёты. Турель с четырьмя пулеметами "Браунинг"  устанавливалась позади кабины пилота. Крыльевые пулеметы и две пушки были демонтированы. Блистер над кабиной второго члена экипажа заменили плоской прозрачной панелью. Модификация в серию не запускалась. Было построено два самолёта.
Beaufighter Mk VIМассовая модификация с двигателями Hercules VI, мощностью 1670 л.с. Для защиты задней полусферы в задней кабине был установлен пулемет. На самолете были установлены бомбодержатели.  В носовой части фюзеляжа устанавливали радары AI сантиметрового диапазона. Было построено 1831 экземпляров.
Beaufighter Mk VIС

Модификация для Берегового командования, Дополнительные баки обеспечивали истребителю дальность 2910 км. На самолете были установлены маловысотные двигатели Hercules XVII, что позволило улучшить летные характеристики самолета при полете на малых высотах у земли и воды. Это позволяло атаковать корабли противника с высоты 150 м и ниже. Изготовлено 693 самолета.
Beaufighter Mk VIF

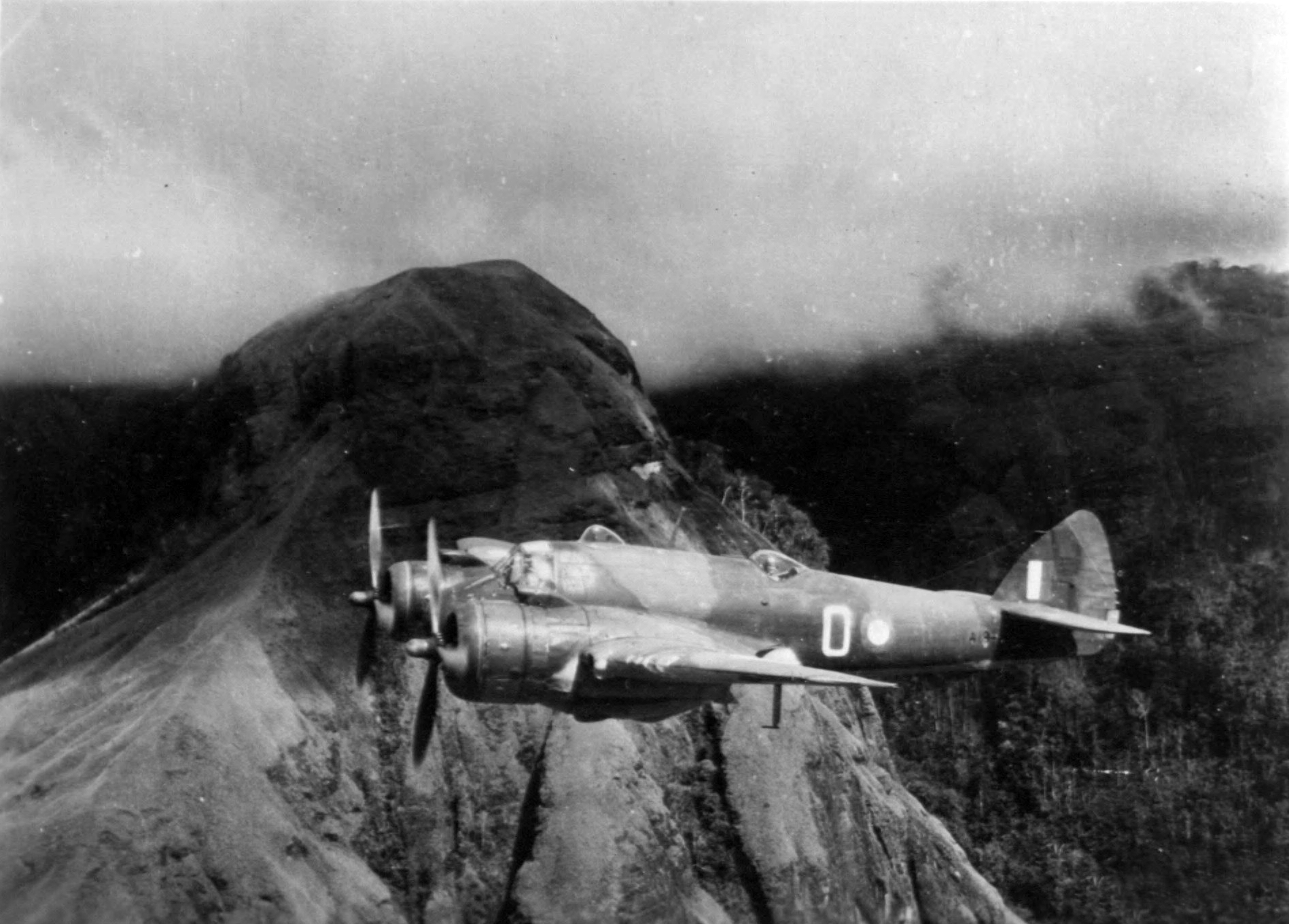
Бофайтер из No. 30 RAAF, в горах Оуэн-Стэнли, Новая Гвинея, 1942.(AWM OG0001)

Модификация ночного истребителя с дальностью 2380 км. На самолете устанавливался радар AI Mk.VIII.  Было изготовлено 1078 экземпляров.
Торпедоносец "Torbeau"
Модификация Mk VI бомбардировщик-торпедоносец, был оснащен дополнительными узлами подвески, на которых мог нести английскую торпеду калибра 45 см, или американскую калибра 55 см.
Beaufighter Mk VI (ITF)Промежуточная версия торпедоносца.
Beaufighter TF Mk XДвухместный торпедоносец для берегового командования. Последняя основная модификация — построен 2231 самолёт. Эта модификация стала отличным многоцелевым самолетом. При атаках по морским целям этот самолет мог нести вместо торпеды две 226 кг бомбы под фюзеляжем и по одной 113 кг бомбы под каждым крылом. Один из лучших торпедоносцев Второй мировой войны.
Beaufighter Mk XICМодификация для Берегового командования без механизма сброса торпеды. На самолете было внедрено усиленное крыла, на котором подвешивались две бомбы калибра 454 кг. Было построено 163 экземпляра.
Beaufighter Mk 21DAP Beaufighter — Бофайтер производства Австралии. Самолет был создан на базе Beaufighter Mk X и был оснащён двигателями Hercules XVIIi, имел положительный поперечный угол между стабилизаторами. Перед ветровым стеклом кабины пилотов был размещен массивный обтекатель, в котором поместили гироскопический автопилот Сперри. Вооружение: четыре 20 мм пушки в носовой части, четыре пулемёта калибра 12,7 мм в крыльях; также мог нести восемь 5 дюймовых ракет HVAR или две 250 фунтовые или две 500 фунтовые бомбы или одну торпеду Mk13. Первый самолет австралийской постройки поднялся в воздух 26 мая 1944 года, до конца 1945 года было выпущено 364 самолета.
Beaufighter TT Mk 10Послевоенная модификация — буксировщик мишеней. Самолет был оснащен буксировочной лебедкой с приводом от ветряка. С 1948 по 1950 гг. под эту модификацию было переоборудовано тридцать четыре самолета.Находились на вооружении пяти эскадрилий, базировавшихся в Великобритании и на Ближнем Востоке.: Beaufighter Mk XII: Модификация Mk X, оснащенная двигателем "Hercules XVII".  На самолете было внедрено усиленное крыло для подвески двух 453 кг бомб. Модификация не была запущена в серию из-за отсутствия достаточного количества карбюраторов "Bendix". Последняя модификация Beaufighter.

## Страны, эксплуатировавшие Бофайтеры
Великобритания
- Royal Air Force: эскадрильи №№ 5, 17, 20, 22, 25, 27, 29, 30, 34, 39, 42, 45, 46, 47, 48, 68, 69, 84, 89, 96, 108, 125, 141, 143, 144, 153, 169, 173, 176, 177, 211, 216, 217, 219, 227, 234, 235, 236, 239, 248, 252, 254, 255, 256, 272, 285, 287, 288, 307 (польский, ночные истребители), 515, 527, 577, 598, 600, 603, 604, 618, 680, 684, 695, 1692.
- Royal Navy Fleet Air Arm: морские эскадрильи №№ 721, 726, 728, 733, 736, 762, 770, 772, 775, 779, 781, 788, 789, 797, 798.

 Канада
- ВВС Канады: эскадрильи RCAF №№ 404, 406, 409, 410.

 Австралия
- ВВС Австралии: европейский ТВД — эскадрильи RAAF №№455 (ударные морские) и 456 (ночные истребители); Тихоокеанский ТВД — эскадрильи 22, 30, 31, 92, 93

 Новая Зеландия
- Королевские ВВС Новой Зеландии: эскадрильи №№ 488 (NZ) и 489 (NZ).

 Южно-Африканский Союз
- ВВС ЮАС

 Польша
- ВВС Польши: в составе 307-й ночной ("Lwowskich Puchaczy") эскадрильи RAF

 Норвегия
- Воздушные Силы армии Норвегии:

 США
- ВВС Армии США: эскадрильи ночных истребителей №№ 414, 415, 416, 417.

 Германия
- Люфтваффе (трофейные)

 Италия
- Regia Aeronautica: 6.01.1942 британский MkIc X7887 (T4887) из 252-й эскадрильи, выполнявший перелёт из Гибралтара на Мальту, из-за ошибки штурмана приземлился в районе Аугуста, близ Сиракуз. Получил итальянский номер MM.4887, испытывался.

 Турция
- ВВС Турции: не менее 9 самолётов модификации TF.X были поставлены в 1944 году прямо из фронтовых частей, ещё 23 таких же самолёта приобретены в 1946 году.

 Португалия
- ВВС Флота: эскадрилья "B" применяла 15 TF.X, полученных в марте-апреле 1945 года, а также ещё двумя, доставленными в 1946 году.

 Израиль
- ВВС Израиля: 4 TF.X применялись в 103-й эскадрилье с июля по ноябрь 1948 года.

 Доминиканская Республика
- ВВС Доминиканской Республики: истребительно-бомбардировочная эскадрилья в 1948 году получила 10 TF.X (переделанных обратно в модель VIF). Самолёты получили номера с 306 по 315 и применялись до июня 1954 года

## Тактико-технические характеристики
Приведённые ниже характеристики соответствуют модификации Beaufighter Mk IF (в скобках TF Mk X):

### Технические характеристики
- Экипаж: 2 (пилот, наблюдатель)
- Длина: 12,6 м
- Размах крыла: 17,65 м
- Высота: 4,84 м
- Площадь крыла: 46,73 м²
- Масса пустого: (7072 кг)

- Максимальная взлётная масса: 9534 (11521) кг
- Двигатели: 2× радиальных 14-цилиндровых двигателя Bristol Hercules III(VI) воздушного охлаждения по 1500(1600 л. с.) (1200 кВт) каждый

### Лётные характеристики
- Максимальная скорость: 518 (488 км/ч) на высоте 3050 м
- Дальность полёта: 1890 км (2816 км)
- Практический потолок: 8082 м (5795 м без торпеды)
- Скороподъёмность: (8,2 м/с без торпеды)

### Вооружение
- Mk IF: 4× 20-мм пушки Испано (барабанное питание, 60 снарядов на орудие, 240 всего) под фюзеляжем 6× .303 (7.7 mm) пулемёта Браунинг (4 в правой консоли крыла и 2 в левой)
- TF MkX:
  - 4× 20-мм пушки Испано (барабанное питание, 60 снарядов на орудие, 240 всего) под фюзеляжем и

В истребительном командовании
- - Пулемёты:
    - 4× .303 (7.7 mm) пулемёта Браунинг (правая консоль крыла)
    - 2× .303 пулемёта (левая консоль крыла)

  - Ракеты: 8× ракет RP-3 или
  - Бомбовая нагрузка: 2× 1000-фунтовые бомбы

В командовании береговой обороны
- - Пулемёты:
    - 1× .303 (7.7 mm) пулемёт Браунинг у наблюдателя

  - Бомбовая нагрузка: 1× 18-дюймовая (457 мм) торпеда